# Лі Зельдін
Лі М. Зельдін (англ. Lee M. Zeldin; нар. 30 січня 1980, Іст-Медоу, Нью-Йорк) — американський політик-республіканець, член Палати представників США від 1-го округу штату Нью-Йорк з січня 2015. 17-ий адміністратор Агенції з охорони довкілля з 29 січня 2025.
Отримав юридичну освіту і став адвокатом. Незабаром після цього він вступив до армії і брав участь у Війні в Іраку. Приблизно через рік перейшов до резерву, має звання майора. У 2010 році він був обраний до Сенату штату Нью-Йорк, переобраний у 2012.

## Українофобія
- 25 квітня 2018 року, разом із групою конгресменів, виступив зі звинуваченнями на адресу Польщі й України в антисемітизмі[7]. А саме, звинуватив обидві держави та її уряди у возвеличуванні нацистів та заперечуванні Голокосту[8]. 9 травня того ж року Ваад України спростував ці звинувачення, а саму заяву конгресменів від Демократичної Партії назвав «антиукраїнською дифамацією», яку використовує російська пропаганда у війні проти України[9][10].